# Richard Venture
Richard Venture (New York, 12 november 1923 - Chester (Connecticut),  19 december 2017) was een Amerikaans acteur die actief was van 1964 tot en met 2001.

## Filmografie

### Films
Selectie:
- 1997 Red Corner – als ambassadeur Reed
- 1996 Courage Under Fire – als Don Boyler
- 1992 Scent of a Woman – als W.R. Slade
- 1986 Heartbreak Ridge – als kolonel Meyers
- 1986 As Summers Die – als Brevard Holt
- 1982 Missing – als Amerikaans ambassadeur
- 1979 Being There – als Wilson
- 1978 The Betsy – als Mark Sampson
- 1977 Looking for Mr. Goodbar – als dokter
- 1977 Airport '77 – als Paul Guay
- 1976 All the President's Men – als assistent editor

### Televisieseries
Uitgezonderd eenmalige gastrollen.
- 1991 – 2000 Law & Order – als Douglas Greer – 5 afl.
- 1993 The Boys – als Al Kozarian – 6 afl.
- 1993 Brooklyn Bridge – als mr. McKinley – 2 afl.
- 1991 General Hospital – als Jonathan Pierce - ? afl.
- 1987 – 1991 The Days and Nights of Molly Dodd – als Edgar Bickford – 8 afl.
- 1985 Street Hawk – als Leo Altobelli – 13 afl.
- 1985 Sara – als mr. Cooper – 2 afl.
- 1983 – 1984 Newhart – als Doc Owens – 3 afl.
- 1983 Falcon Crest – als John Osborne – 5 afl.
- 1983 The Thorn Birds – als Harry Gough – 2 afl.
- 1983 Family Ties – als mr. Carlyle – 2 afl.
- 1980 Knots Landing – als Simpson – 3 afl.
- 1979 From Here to Eternity – als kolonel Jack Delbart – 3 afl.
- 1978 Carter County – als Chet – 2 afl.
- 1978 Wheels – als chief Arenson – miniserie
- 1978 The Dark Secret of Harvest Home – als Richard – miniserie

- Biblioteca Nacional de España: XX1732929
- International Standard Name Identifier: 0000 0000 7826 5392
- Library of Congress Control Number: no2003064894
- Virtual International Authority File: 78469376
- WorldCat: E39PBJqBrk8BjC7p93wppTgh73